# Рафаэлли, Жан-Франсуа
Жан-Франсуа Рафаэлли (фр. Jean-François Raffaëlli, 1850—1924) — французский живописец, гравёр, иллюстратор, бытописатель Парижа. Итальянец по происхождению, Рафаэлли жил и работал во Франции.

## Биография

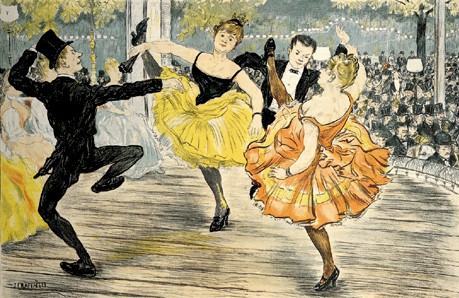
Кадриль (1886)

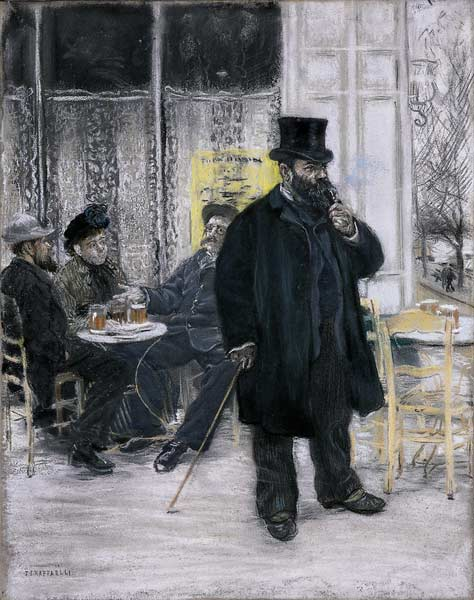
Богема в кафе (1886). Бордо, Музей изящных искусств

Родился 20 апреля 1850 года в Париже. С 1868 года начал посещать Школу изящных искусств (фр. École nationale supérieure des Beaux-Arts), мастерскую Жан-Леона Жерома. Дебютировал на Парижском салоне в 1870 году.
Рафаэлли был дружен с Эдгаром Дега. Благодаря протекции последнего принял участие в Пятой (1880 год) и Шестой (1881 год) выставках импрессионистов, став отчасти причиной раскола в среде художников — основоположников движения, поскольку многие критиковали Рафаэлли за поверхностно усвоенную импрессионистскую манеру.
 «Первого апреля на антресолях одного из домов на улице Пирамид открылась новая, пятая по счету, выставка импрессионистов. Но можно ли было назвать её выставкой импрессионистов? Вслед за Ренуаром, Сислеем, Сезанном от группы на этот раз откололся сам вдохновитель выставок — Клод Моне. Из прежних участников на улице Пирамид были представлены только Писсарро, Дега, Берта Моризо и Кайботт. Зато Дега искал и привлекал новых художников, которым он покровительствовал. На прошлогодней выставке по его настоянию уже были показаны картины американки Мэри Кассатт, Форена, венецианца Дзандоменеги. В этом году он потребовал, чтобы в выставке участвовал Рафаэлли, и согласился принять довольно много работ друга Писсарро Поля Гогена. Моне был решительно против этих кандидатур; их участие в выставке, вероятно, сыграло свою роль в том, что Моне утвердился в намерении последовать примеру Ренуара и послать картины в Салон … Ренуар считал, что с ним обошлись не по-дружески, перестав приглашать его на групповые выставки. К тому же он, как и Моне, отнюдь не одобрял новых участников. Он так никогда и не признал ни живописи Гогена, ни живописи Рафаэлли. О Рафаэлли кто-то сказал Ренуару: „Он должен был бы вам нравиться, он изображал бедняков“. „Вот это-то и внушает мне сомнения, — ответил Ренуар. — В живописи для меня бедняков не существует. Как, впрочем, и в жизни“, — добавил он после паузы». Анри Перрюшо, «Жизнь Ренуара».
С 1891 года Рафаэлли стал выставляться в Национальном обществе изящных искусств и художественной галерее Жоржа Пти.

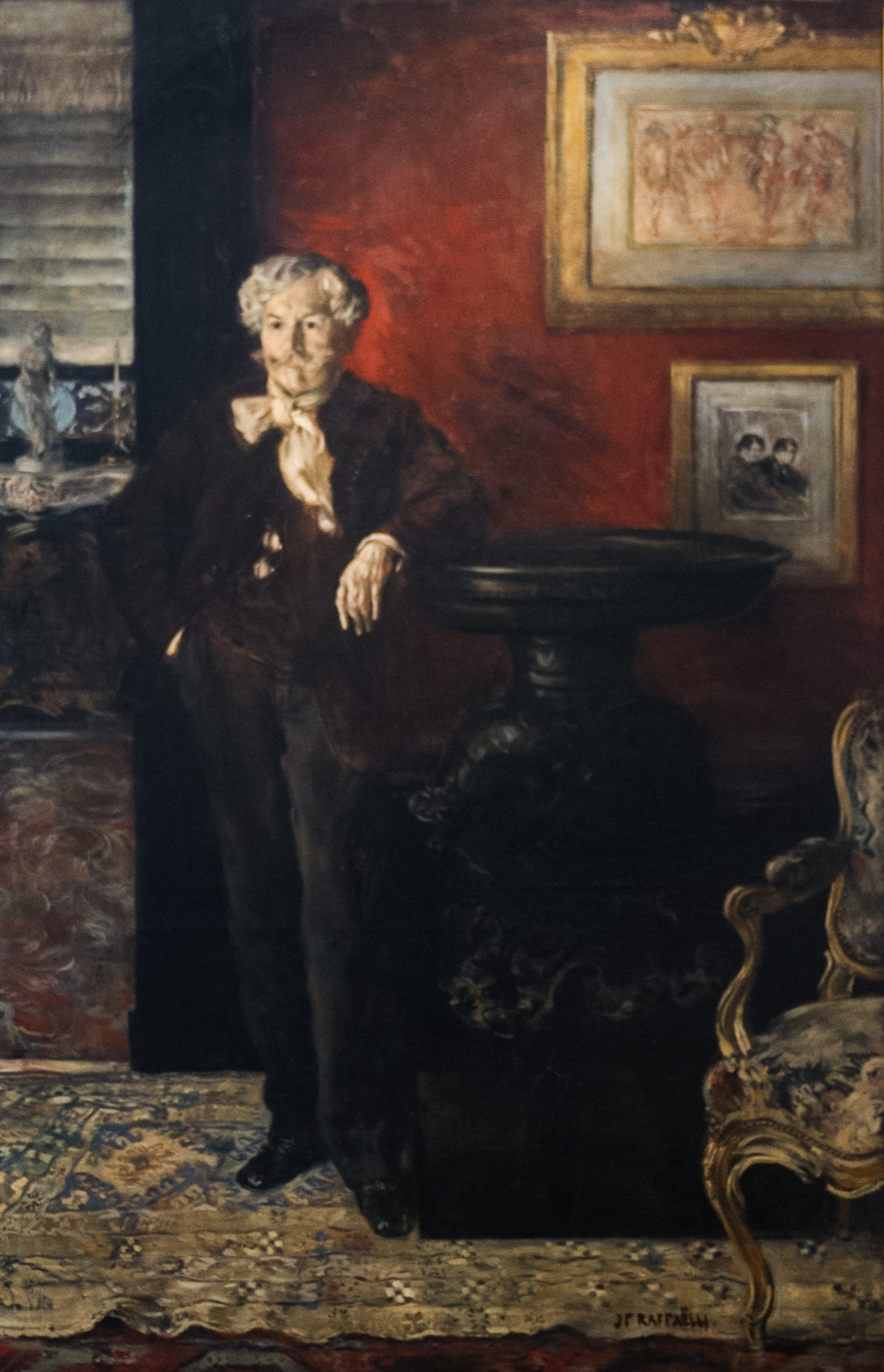
Портрет Эдмона Гонкура (1888). Нанси, Музей изящных искусств

В преддверии Всемирной выставки в Париже в 1900 году Рафаэлли работал над выпуском специального издания о городе. 17 февраля 1889 года газета «Русский курьер» писала:
В Париже появился первый выпуск издания под названием «Le types de Paris», в составлении которого участвуют: Альфонс Доде, Эмиль Золя, Эдмон де Гонкур, Антонин Пруст, Анри Гревилль, Поль Бурже и Жан Ришпен. Иллюстрируется он известным жанристом Жаном Франсуа Рафаэлли. Издание рассчитано на 10 выпусков, из которых последний выйдет как раз к открытию всемирной выставки. Он имеет в виду ознакомить иностранцев с уличными типами Парижа.
В последние годы жизни Рафаэлли сконцентрировался на создании цветных гравюр и стал довольно известным мастером.
Умер Рафаэлли в Париже в 1924 году.

## Творчество
От своего учителя — художника Жерома — Рафаэлли унаследовал пристрастие к жанровым работам. Но в отличие от Жерома выбрал главным объектом своего интереса бедные районы и пригороды Парижа. Рафаэлли и известен главным образом как мастер городского пейзажа. На творчество Рафаэлли оказал большое влияние Дега, с которым он дружил. От него Рафаэлли усвоил беглую манеру письма и высветление палитры.
Рафаэлли также писал портреты современников, был довольно известным рисовальщиком, иллюстратором и гравёром (с его именем связывают возрождение цветной гравюры).